# Río Sangusín
Río Sangusín är ett vattendrag i Spanien.   Det ligger i provinsen Provincia de Salamanca och regionen Kastilien och Leon, i den centrala delen av landet, 190 km väster om huvudstaden Madrid.